# كارلوس كاستيجلاون
كارلوس كاستيجلاون (بالإسبانية: Carlos Casteglione)‏ (9 مايو 1980 في الأرجنتين - ) هو لاعب كرة قدم أرجنتيني في مركز الدفاع. لعب مع أرسنال ساراندي وتيغري وديفنسا خوستيكا وروزاريو سنترال ونادي بانيونيوس وJuventud Unida Universitario ‏ ونادي أتليتكو للبنين ‏.

## روابط خارجية
- كارلوس كاستيجلاون على موقع قاعدة بيانات كرة القدم.إي يو (الإنجليزية)
- كارلوس كاستيجلاون على موقع Soccerway.com (الإنجليزية)